# Rafael de la Moneda
Rafael de la Moneda fue gobernador de Paraguay de 1740 a 1747. A pesar de ser nombrado en 1738, no tomó posesión de su cargo hasta el 7 de noviembre de 1740. Como gobernador, se dedicó en la búsqueda de la paz en la provincia, luego de la Revolución Comunera y luchar contra las invasiones de los indígenas.
Entre sus obras de gobierno pueden citarse la fundación de la villa de Emboscada en 1740, erigida para contener las invasiones de los indios mbayaes, a quienes pudo doblegarlos con éxito. Sin embargo, las conspiraciones de antiguos líderes comuneros aún eran vigentes, pero el gobernador logró conjurarlas e hizo arrestar a los principales cabecillas, que fueron llevados a juicio y luego ejecutados. Después de estos acontecimientos continuó su gobierno sin mayores adversidades hasta 1747, cuando por orden del rey cedió el mando al coronel Marcos José Larrazábal.